# Ludwig von Spangenberg
Ludwig Georg Leopold Franz Spangenberg, seit 1871 von Spangenberg (* 24. Mai 1826 in Fulda; † 19. Januar 1896 in Frankfurt am Main), war ein preußischer General der Infanterie.

## Leben

### Herkunft
Ludwig war der Sohn des kurhessischen Generalmajors Georg Spangenberg (1789–1850) und dessen Ehefrau Dorothea, geborene Molter (1806–1883).

### Militärkarriere
Spangenberg besuchte in seiner Jugend zunächst das Gymnasium und anschließend die Kadettenanstalt in Kassel. Dann wurde er am 17. Juni 1844 als Portepeefähnrich dem Jägerbataillon der Kurhessischen Armee überweisen und dort am 14. September 1844 zum Sekondeleutnant befördert. Als Premierleutnant war Spangenberg von Mitte November 1857 bis Mitte Februar 1860 Mitglied der Kommission zur Prüfung von Infanteriewaffen. Anschließend kam er mit der Beförderung zum Hauptmann in das 2. Infanterieregiment „Landgraf Wilhelm“. Kurz darauf folgte am 22. Juli 1860 seine Versetzung in den hessischen Generalstab, dem er die kommenden sechs Jahre angehören sollte. Im Krieg gegen Preußen 1866 war Spangenberg bei der Einschließung von Mainz dabei und trat nach dem Prager Frieden in preußische Dienste über.
Hier wurde Spangenberg am 16. Februar 1867 als Major in den Großen Generalstab einrangiert sowie vom 7. Juni 1867 bis 26. Mai 1868 zum Generalstab des III. Armee-Korps kommandiert. Am 16. März 1869 trat er mit der Ernennung zum Kommandeur des I. Bataillons des Infanterie-Regiments Nr. 25 in den Truppendienst zurück. Im folgenden Jahr übernahm Spangenberg das Füsilier-Bataillon, mit dem er während des Krieges gegen Frankreich bei Belfort und den Gefechten bei Gebweiler, Pesmes, Villersexel, Arcey, Clerval, St. Juan d’Adam, Orsans und Pontarlier kämpfte. Für seine Leistungen wurde er mit beiden Klassen des Eisernen Kreuz ausgezeichnet sowie am 16. Juni 1871 durch König Wilhelm I. in den erblichen preußischen Adelsstand erhoben.
Nach dem Spangenberg am 18. Januar 1872 Oberstleutnant geworden war, wurde er am 28. Mai 1874 mit der Führung des Holsteinischen Infanterie-Regiments Nr. 85 beauftragt und schließlich am 9. Juni 1874 zum Regimentskommandeur ernannt. In dieser Stellung folgte am 19. September 1874 seine Beförderung zum Oberst. Spangenberg gab das Regiment am 9. Juli 1880 ab und wurde anschließend unter gleichzeitiger Beförderung zum Generalmajor Kommandeur der in Düsseldorf stationierten 28. Infanterie-Brigade. Für seine Leistungen in der Truppenführung erhielt Spangenberg am 14. Januar 1883 den Roten Adlerorden II. Klasse mit Eichenlaub und wurde Ende des Jahres als Kommandant nach Berlin versetzt. Als Generalleutnant wurde er schließlich am 24. November 1885 Kommandeur der 12. Division in Neiße. Von dieser Stellung wurde Spangenberg am 5. November 1888 entbunden und unter Verleihung des Kronenordens I. Klasse mit Pension zur Disposition gestellt.
Spangenberg erhielt am 19. September 1891 noch den Charakter als General der Infanterie sowie in Würdigung seiner langjährigen Verdienste am 9. Januar 1896 den Roten Adlerorden I. Klasse mit Eichenlaub.

### Familie
Spangenberg verheiratete sich am 28. April 1858 in Wommen mit Sophie von Kutzleben (1835–1859). Nach ihrem Tod heiratete er in Kassel am 30. März 1863 Charlotte von Schmid (1840–1885). Aus den Ehen gingen folgende Kinder hervor:
- Anna (* 1859) ⚭ 1878 Otto Lührsen, preußischer Major z.D.
- Georg (1864–1911), preußischer Major im Infanterie-Regiment Nr. 92 ⚭ 1900 Eva Breithaupt (* 1880)
- Gustav (* 1869), preußischer Hauptmann im Königin Augusta Garde-Grenadier-Regiment Nr. 4 ⚭ 1897 Elsbeth von Leers (* 1874)